# 亚历山大·谢尔盖耶维奇·普罗科皮耶夫
亚历山大·谢尔盖耶维奇·普罗科皮耶夫（羅馬化：Aleksandr Sergeyevich Prokop'yev；1986年8月5日—）是俄罗斯政治家，第六届、第七届和第八届国家杜马的代表。
普罗科皮耶夫的母亲拉里莎·普罗科皮耶娃是一位俄罗斯企业家，也是专门从事膳食补充剂的Evalar公司的创始人。从莫斯科国立第一医科大学毕业后，亚历山大开始在Evalar工作。2008至2011年负责公司战略发展。2011年，他当选为阿尔泰边疆区选区第六届国家杜马代表。2016年和2021年，普罗科皮耶夫连任第七届和第八届国家杜马议员。
2024年6月25日，普罗科皮耶夫被任命为阿尔泰共和国政府代理副主席，并于20月25日转正。7月3日，他正式卸去国家杜马议员的职务。
2012年，《福布斯》将普罗科皮耶夫列为俄罗斯最富有的100名公务员中的第37位。2017年和2020年，他成为西伯利亚地区国家杜马所有代表中最富有的人，年收入为92至1.08亿卢布。

## 制裁
普罗科皮耶夫于2022年因俄乌战争而受到英国政府制裁。